# Hans Riegel
Johannes Peter Riegel (Bonn, 10 marzo 1923 – Bonn, 15 ottobre 2013) è stato un imprenditore tedesco, uno dei due figli del fondatore del Gruppo Haribo.

## Biografia
Nato a Bonn, era il figlio più anziano del fondatore dell'azienda Hans Riegel Sr., che ha inventato gli orsetti gommosi nel 1922. Il nome della società, Haribo, deriva dalle prime due lettere del nome del padre e dalla città natale (HA-ns RI-egel BO-nn). Dopo la laurea presso la scuola di abitato gesuita Aloisiuskolleg, nel 1951 ha svolto il dottorato presso l'Università di Bonn con la sua tesi "Lo sviluppo dell'industria mondiale dello zucchero durante e dopo la seconda guerra mondiale".
Nel 1953, è stato eletto primo presidente dell'associazione tedesca di badminton (Deutscher Badminton-Verband) dopo aver vinto il campionato tedesco nei doppi degli uomini. Nel 1954 e nel 1955 ha vinto il titolo misto di doppie. Nello stesso anno organizzò la costruzione della prima corte di badminton indoor in Germania, chiamata Haribo-Center, a Bonn.